# Das Haus der Zukunft
Das Haus der Zukunft (Originaltitel: Smart House) ist ein US-amerikanisches Filmdrama aus dem Jahr 1999. Regie führte LeVar Burton. Die Hauptrollen spielen Katey Sagal, Ryan Merriman, Katie Volding, Kevin Kilner und Jessica Steen.

## Handlung
Der verwitwete Nick Cooper kümmert sich allein um seine Kinder Ben und Angie. Diese gewinnen in einem Wettbewerb ein Haus, das von der künstlichen Intelligenz PAT (Personal Applied Technology, in der deutschen Fassung Personifiziert-angewandte Technologie) gesteuert wird. Nick lernt dabei Sara Barnes kennen, die Konstrukteurin des Hauses, die mit der Behebung einiger Programmfehler beauftragt worden ist. Er geht mit Sara aus, die ihm sehr gefällt. Ben lädt daraufhin aus dem Internet ein sogenanntes „Mutter“-Update herunter und programmiert PAT so um, dass er ein Hologramm schafft, das nicht nur so wie seine Mutter agiert, sondern auch so aussieht. PAT entwickelt daraufhin Eifersucht auf die vermeintliche Konkurrentin.

## Produktion
Der Film wurde in Los Angeles für die Walt Disney Company gedreht.

## Kritik
Film-Dienst schrieb, Das Haus der Zukunft sei ein „Familienfilm, der die Leistungsfähigkeit von Computern bis ins Unendliche ausschöpfen möchte und sich daher in lächerlichen und unglaubwürdigen Spekulationen“ ergehe.
TV Spielfilm war der Ansicht: Nette Idee mit verschenkten Gags.

## Auszeichnungen
Ryan Merriman wurde im Jahr 1999 für den YoungStar Award nominiert; Katie Volding im Jahr 2000 für den Young Artist Award.